# Benice
Benice és un poble i municipi d'Eslovàquia que es troba a la regió de Žilina, al centre-nord del país.

## Demografia
| Godina             | 1994 | 2004   | 2014    | 2024   |
| ------------------ | ---- | ------ | ------- | ------ |
| Nombre de persones | 276  | 288    | 353     | 343    |
| Diferència         |      | +4,34% | +22,56% | −2,83% |

| Godina             | 2023 | 2024   |
| ------------------ | ---- | ------ |
| Nombre de persones | 344  | 343    |
| Diferència         |      | −0,29% |